# Ptinus bimaculatus
Ptinus bimaculatus är en skalbaggsart som beskrevs av Melsheimer 1845. Ptinus bimaculatus ingår i släktet Ptinus och familjen Ptinidae. Inga underarter finns listade i Catalogue of Life.